# Tiéningboué
Tiéningboué är en underprefektur i Elfenbenskusten. Den ligger i departementet Mankono, i den centrala delen av landet, 180 km norr om huvudstaden Yamoussoukro.